# 広瀬五郎
広瀬 五郎（ひろせ ごろう、1904年3月8日 - 1972年8月16日）は、日本の映画監督である。別名広瀬 正明（ひろせ まさあき）。

## 人物・来歴
1904年（明治37年）3月8日に生まれる。
1920年代初頭に帝国キネマ演芸に入社、小坂撮影所で中川紫郎に師事、1922年（大正11年）10月20日、満18歳のときに公開された中川監督の『良弁杉』で、チーフ助監督としてクレジットされる。 1924年（大正13年）6月5日に公開された嵐璃徳主演の『恋と武士道』で、満20歳で監督に昇進した。1925年（大正14年）、師の中川の独立に同行し、中川映画製作所に移籍している。同年末には、中川やそれに協力した直木三十五らと連動した京都のインディペンデント牧野省三が、撮影所を東亜キネマに吸収され撮影所長に就任、広瀬も等持院撮影所に移籍した。その後、牧野が同社から独立してマキノ・プロダクションを興してのちも同社に残留した。1930年（昭和5年）、松竹太秦撮影所に移籍、同年末には撮影所が移転し、松竹下加茂撮影所に異動になる。1932年（昭和7年）末には、新興キネマに移籍した。
1935年（昭和10年）12月末、太秦帷子ヶ辻中開町（現在の右京区太秦堀ヶ内町）に、牧野省三の長男であるマキノ正博がトーキー（映音式）のための新しい撮影所を建設した新会社、マキノトーキー製作所を設立、広瀬はこれに参加、翌1936年（昭和11年）1月、同社がその陣容を発表した際に、「監督部」として、松田定次、久保為義、根岸東一郎とともに名を連ねた。同社は1937年（昭和12年）4月に解散、広瀬は、松田定次、姓丸浩、宮城文夫らとともに新興キネマ京都撮影所に一旦移籍したが、広瀬は、マキノトーキー跡地に今井理輔が始めた今井映画製作所に参加した。今井映画崩壊後はふたたび松竹下加茂撮影所に移り、「広瀬 正明」と名乗って数本監督したが、1941年（昭和16年）には、東京の大都映画に移籍した。
1942年（昭和17年）、満38歳のとき、第二次世界大戦による戦時体制に入るとともに、映画界を去る。
1972年（昭和47年）8月16日、死去した。満68歳没。最初の妻みねは、東亜キネマ時代に広瀬に師事した金田繁（当時助監督）の実妹である。1976年（昭和51年）に発行された『日本映画監督全集』（キネマ旬報社）には、最後の妻しげは健在として、大阪府池田市の連絡先が記されている。

## フィルモグラフィ
特筆以外すべてクレジットは「監督」である。公開日の右側には特筆する職能のクレジット、および東京国立近代美術館フィルムセンター（NFC）所蔵等の上映用プリントの現存状況についても記す。同センター等に所蔵されていないものは、とくに1940年代以前の作品についてはほぼ現存しないフィルムである。

### 帝国キネマ演芸小坂撮影所
特筆以外すべて製作は「帝国キネマ演芸小坂撮影所」、配給は「帝国キネマ演芸」である。
- 『良弁杉』 : 監督中川紫郎、1922年10月20日公開 - 助監督、68尺で現存（NFC所蔵[6]）
- 『恋と武士道』 : 1924年6月5日公開 - 監督デビュー
- 『深山の父娘』 : 1924年6月26日公開
- 『歓楽の贅』 : 1924年8月7日公開
- 『潮田主水』 : 1924年8月14日公開
- 『清水次郎長 第一篇』 : 1924年9月4日公開
- 『蝙蝠安』 : 1924年11月13日公開
- 『抜討権八』 : 製作帝国キネマ演芸芦屋撮影所、1924年11月20日公開
- 『神出鬼没』 : 1924年12月31日公開
- 『夜明けまで』 : 1924年12月公開 - 監督・脚本
- 『白刃閃く』 : 1925年2月20日公開
- 『高杉晋作』 : 1925年3月26日公開
- 『平井権八』 : 1925年9月23日公開 - 監督・脚本

### 中川映画製作所
特筆以外すべて製作は「中川映画製作所」である。
- 『橄欖の島へ』 : 製作大阪映画、1925年製作
- 『室町御所』 : 配給聯合映画芸術家協会、1925年9月4日公開
- 『通り魔』 : 製作中川映画製作所・聯合映画芸術家協会、1925年9月18日公開
- 『生玉心中』 : 1925年12月18日公開 - 中川紫郎と共同監督

### 東亜キネマ
すべて製作は「等持院撮影所」（京都撮影所）、配給は「東亜キネマ」である。
東亜等持院撮影所
- 『電光石火』 : 1925年12月11日公開
- 『緑ケ丘の血刃』 : 1926年2月21日公開
- 『哄笑の血達磨』 : 1926年2月28日公開
- 『讐討乙女椿』 : 1926年4月22日公開
- 『断末魔の復讐』 : 1926年5月13日公開
- 『血路』 : 1926年6月15日公開
- 『荒城の歌』 : 1926年6月23日公開
- 『邪刃悪魔』 : 1926年7月8日公開
- 『羽柴筑後守』 : 1926年10月8日公開
- 『神影流』 : 1926年12月24日公開
- 『暗闇峠』 : 1926年製作
- 『南京名宝』 : 1926年製作
- 『大志』 : 1927年5月5日公開
- 『獅子王丸』 : 1927年7月22日公開
- 『剣侠受難』 : 1927年製作
- 『浪士』 : 1927年製作

東亜京都撮影所
- 『侠勇』 : 1927年9月1日公開
- 『悲剣美貌録』 : 1927年製作
- 『阿修羅』 : 1927年12月31日公開
- 『男伊達よ組の纏』 : 1928年3月1日公開
- 『新版大岡政談 前篇 鈴川源十郎の巻』（『新版大岡政談 前篇 鈴川源十郎』） : 1928年5月6日公開
- 『新版大岡政談 中篇』 : 1928年5月31日公開
- 『新版大岡政談 後篇』（『新版大岡政談 最終篇』） : 1928年7月14日公開
- 『武侠関東嵐』 : 1928年10月20日公開
- 『高杉晋作』 : 1928年11月15日公開
- 『風雲の彼方へ』（『風雲の彼方』） : 1928年12月31日公開
- 『新説荒木又右衛門 前後篇』（『荒木又右衛門』） : 1929年3月28日公開
- 『前原伊助』 : 監督内田徳司、1929年5月9日公開 - 原作・脚本のみ
- 『夕凪城の怪火』 : 1929年8月29日公開
- 『競艶刺青草紙』 : 1929年11月22日公開
- 『天人お駒』 : 1930年1月20日公開
- 『幕末浪人組』 : 1930年1月31日公開
- 『幻の影を追ひて』 : 1930年2月7日公開
- 『天狗騒動記』 : 1930年3月30日公開
- 『刃影走馬燈 後篇』 : 1930年4月26日公開
- 『浪人の群』 : 1930年7月20日公開

### 松竹キネマ
すべて製作は「松竹太秦撮影所」あるいは「松竹下加茂撮影所」、配給は「松竹キネマ」である。
松竹太秦撮影所
- 『長兵衛と権八』 : 1930年10月10日公開
- 『魔性剣』 : 1930年10月23日公開
- 『大岡越前と天一坊』 : 1930年11月10日公開

松竹下加茂撮影所
- 『火華の勘八』 : 1930年12月31日公開
- 『最後の箆棒』 : 1931年1月10日公開
- 『赤垣源蔵』 : 1931年1月22日公開
- 『紅蝙蝠 第二篇 勇躍血戦の巻』 : 1931年3月21日公開
- 『河童又介』（『河童又郎』） : 1931年4月3日公開
- 『紅蝙蝠 第三篇 血涙戸並長八郎の巻』 : 1931年5月17日公開
- 『刀の中の父』 : 1931年8月30日公開
- 『郷土くずれ』 : 1931年10月16日公開
- 『銭形平次捕物控 振袖源太』（『振袖源太』） : 1931年11月1日公開 - 監督・脚本
- 『だんまり嘉助』 : 1931年12月＿日公開 - 監督・脚本
- 『足軽は強いぞ』 : 1932年4月15日公開
- 『鬼火 前篇』 : 1932年7月8日公開
- 『鬼火 後篇』 : 1932年7月29日公開
- 『仁侠やくざ道』 : 1932年10月20日公開

### 新興キネマ
すべて製作・配給は「新興キネマ」である。
新興キネマ撮影所
- 『恋と十手と巾着切』 : 1932年12月8日公開
- 『お富与三郎 恋の双六』 : 1933年2月3日公開
- 『春雪女歌舞伎』 : 1933年4月27日公開
- 『雪の肌蜻蛉組』 : 1933年8月9日公開
- 『左門恋日記』 : 1933年8月15日公開
- 『魂の影絵』 : 1934年2月22日公開
- 『青空三羽鴉』 : 1934年5月24日公開
- 『賭け剣術』 : 1934年9月6日公開

新興キネマ京都撮影所
- 『陽炎』 : 1935年2月14日公開
- 『江戸の坩堝』 : 1935年7月1日公開
- 『怪談津之国屋』 : 1935年9月12日公開

### マキノトーキー製作所
すべて製作は「マキノトーキー製作所」、配給は「千鳥興業」あるいはマキノトーキー自主配給である。
配給 千鳥興業
- 『女侠客奴の小万』（『女侠奴の小萬』） : 1936年1月1日公開
- 『切られお富』 : 1936年3月1日公開
- 『丹下左膳 乾雲必殺の巻 第一篇』 : 1936年3月15日公開 - 応援監督
- 『丹下左膳 坤竜呪縛之巻』 : 1936年4月1日公開 - 応援監督
- 『浅右衛門兄弟』 : 1936年6月20日公開
- 『八州侠客陣』 : 1936年8月7日公開
- 『裸の礫』 : 1936年9月5日公開

自主配給
- 『侠艶録』 : 1936年10月15日公開
- 『舞扇』 : 1936年11月14日公開
- 『竜虎槍騎隊 前篇』 : 1937年1月10日公開
- 『瀧の白糸』 : 1937年2月18日公開

### 今井映画製作所
特筆以外すべて製作は「今井映画製作所」、配給は「東宝映画」である。
- 『両越大評定』 : 1937年10月8日公開
- 『旗本暗黒街』（『旗本暗黒街 発声版』） : 1937年製作
- 『鼠小僧初鰹』 : 1938年1月12日公開
- 『女間諜』 : 1938年1月27日公開
- 『五分の魂』 : 製作東宝映画京都撮影所、1938年3月16日公開

### 松竹下加茂撮影所
すべて製作は「松竹下加茂撮影所」、配給は「松竹キネマ」である。すべて「広瀬正明」名義である。
- 『孝子の印籠』 : 1938年11月10日公開
- 『満願の朝』 : 1938年11月24日公開[5]
- 『義士銘々伝 満顏の朝』 : 1938年12月15日公開[3]
- 『会津の娘達』 : 1939年2月15日公開
- 『親恋道中』 : 1939年4月1日公開 - 68尺で現存（NFC所蔵[7]）
- 『千両判官』 : 1939年7月27日公開

### 大都映画
すべて製作・配給は「大都映画」である。すべて「広瀬正明」名義である。
- 『五人の看護婦』（『五人看護婦』） : 1941年11月13日公開 - 中島宝三・佐伯幸三と共同監督